# Ópitne
Ópitne (en (ucraïnès) Опитне, rus: Опытное) és un poble de la República Autònoma de Crimea a Ucraïna, que el 2014 tenia 64 habitants. Pertany al districte de Bilogorsk.